# Hannah Lehmann
Hannah Eva Lehmann (* 13. Februar 2004) ist eine deutsche Fußballspielerin.

## Karriere

### Vereine
Lehmann spielte zunächst für die C-Jugendmannschaft des in Arnstadt ansässigen Mehrspartensportverein SV 09 Arnstadt in der Staffel 1 der Kreisliga Mittelthüringen Fußball. Von 2018 bis 2020 gehörte sie bereits der B-Jugendmannschaft des FF USV Jena an. Für diese kam sie in der Staffel Nord/Nordost in insgesamt zwölf Punktspielen zum Einsatz, wobei ihr ein Tor gelang.
Zur Saison 2020/21 in die zweite Mannschaft aufgerückt, kam sie in ihren ersten drei Spielen in der drittklassigen Regionalliga Nordost, Staffel Süd zum Einsatz. Ihr Seniorinnendebüt gab sie am 18. Oktober 2020 (5. Spieltag) beim 4:0-Sieg im Heimspiel gegen den FC Phoenix Leipzig. In der Folgesaison wurde sie in 14 Punktspielen eingesetzt und erzielte ihr erstes von fünf Saisontoren am 12. September 2021 (3. Spieltag) beim 9:1-Sieg im Auswärtsspiel gegen den SV Eintracht Leipzig-Süd mit dem Treffer zum Endstand in der Nachspielzeit.
Zur Saison 2022/23 rückte sie in die erste Mannschaft auf, für die sie bis zum Saisonende 2023/24 30 Punktspiele in der 2. Bundesliga bestritt. Ihr erstes von 15 Saisonspielen bestritt sie am 28. August 2022 (1. Spieltag) bei der 1:2-Niederlage im Heimspiel gegen RB Leipzig. Mit Platz 2 in ihrer zweiten Zweitligasaison stieg sie mit ihrer Mannschaft in die Bundesliga auf. In der höchsten Spielklasse debütierte sie zum Saisonstart am 31. August bei der 0:2-Niederlage im Auswärtsspiel gegen Eintracht Frankfurt mit Einwechslung für Melina Reuter in der 66. Minute.

### Auswahlmannschaft
Lehmann kam als Spielerin der Auswahlmannschaft des Thüringer Fußball-Verbandes in der Altersklasse U14 (2018) und U16 (2019) im Turnier um den DFB-Länderpokal an der Sportschule Wedau in Duisburg in drei und vier Spielen zum Einsatz.

## Erfolge
- Zweiter 2. Bundesliga 2023 und Aufstieg in die Bundesliga